# Schmalspurbahn Nyíregyháza–Dombrád/Balsa
| Zugbetrieb im Abzweigbahnhof Herminatanya, 2007 |                                                 |                                                   |                                                   |
| Streckenverlauf (rote Linien) |                                                 |                                                   |                                                   |
| Streckennummer: | Nyíregyháza–Balsa: 118 Nyíregyháza–Dombrád: 119 |                                                   |                                                   |
| Streckenlänge: | 51 + 15 km                                      |                                                   |                                                   |
| Spurweite: | 760 mm (Bosnische Spur)                         |                                                   |                                                   |
| Streckengeschwindigkeit: | 40 km/h                                         |                                                   |                                                   |
| |                                                 |                                                   |                                                   |
| \| \| \| Nyíregyháza átrakó \| \| \| \| \| \| \| \| \| \| Nyíregyháza \| \| \| \| \| Nyíregyháza Petőfi tér \| \| \| \| \| Nyíregyháza-Vásártér \| \| \| \| \| Nyíregyháza Bessenyei tér (ehemals Dessewffy tér) \| \| \| \| \| Nyíregyháza Beloiannisz tér (ehemals Városmajor) \| \| \| \| \| Elektrizitätswerk \| \| \| \| \| Erdei kitérő \| \| \| \| \| Bahnstrecke Nyíregyháza–Záhony \| \| \| \| \| Sóstógyógyfürdő \| \| \| \| \| Nyírszőlős \| \| \| \| \| Fakapu \| \| \| \| \| Kótaj \| \| \| \| \| Újkótaj \| \| \| \| \| Nagytanya \| \| \| \| \| Buj \| \| \| \| \| Buj község \| \| \| \| \| Herminatanya \| \| \| \| \| \| \| \| \| \| Gilányi \| \| \| \| \| Paszab \| \| \| \| \| Tiszabercel \| \| \| \| \| Tiszabercel-Vásártér \| \| \| \| \| Gávavencsellő felső \| \| \| \| \| Gávavencsellő \| \| \| \| \| Gávavencsellő alsó \| \| \| \| \| Balsa \| \| \| \| \| Balsa-Tiszapart \| \| \| \| \| gesprengte Theiß-Brücke \| \| \| \| \| Hegyközer Schmalspurbahn \| \| \| \| \| Ibrányi temető \| \| \| \| \| Ibrány \| \| \| \| \| Nagyhalászi Kendergyár \| \| \| \| \| Nagyhalász \| \| \| \| \| Érhát \| \| \| \| \| Kétérköz \| \| \| \| \| Tiszatelek \| \| \| \| \| Újdombrád (ehemals Karkhalom) \| \| \| \| \| Dombrád \| \| |                                                 |                                                   |                                                   |
| Betriebs-/Güterbahnhof Streckenanfang (Strecke außer Betrieb) |                                                 | Nyíregyháza átrakó                                | Nyíregyháza átrakó                                |
| Strecke von links (außer Betrieb) · Strecke quer (außer Betrieb) · Abzweig geradeaus und nach rechts (Strecke außer Betrieb) |                                                 |                                                   |                                                   |
| Abzweig geradeaus und von links (Strecke außer Betrieb) · Haltepunkt / Haltestelle Streckenende und quer (Strecke außer Betrieb) · Haltepunkt / Haltestelle (Strecke außer Betrieb) |                                                 | Nyíregyháza                                       | Nyíregyháza                                       |
| Strecke (außer Betrieb) · Haltepunkt / Haltestelle (Strecke außer Betrieb) |                                                 | Nyíregyháza Petőfi tér                            | Nyíregyháza Petőfi tér                            |
| Strecke (außer Betrieb) · Bahnhof (Strecke außer Betrieb) |                                                 | Nyíregyháza-Vásártér                              | Nyíregyháza-Vásártér                              |
| Bahnhof (Strecke außer Betrieb) · Strecke (außer Betrieb) |                                                 | Nyíregyháza Bessenyei tér (ehemals Dessewffy tér) | Nyíregyháza Bessenyei tér (ehemals Dessewffy tér) |
| Bahnhof (Strecke außer Betrieb) · Strecke (außer Betrieb) |                                                 | Nyíregyháza Beloiannisz tér (ehemals Városmajor)  | Nyíregyháza Beloiannisz tér (ehemals Városmajor)  |
| Abzweig geradeaus und nach links (Strecke außer Betrieb) · Betriebs-/Güterbahnhof Streckenende und quer (Strecke außer Betrieb) · Strecke (außer Betrieb) |                                                 | Elektrizitätswerk                                 | Elektrizitätswerk                                 |
| Strecke nach links (außer Betrieb) · Haltepunkt / Haltestelle quer (Strecke außer Betrieb) · Abzweig geradeaus und von rechts (Strecke außer Betrieb) |                                                 | Erdei kitérő                                      | Erdei kitérő                                      |
| Kreuzung geradeaus oben (Strecke geradeaus außer Betrieb) |                                                 | Bahnstrecke Nyíregyháza–Záhony                    | Bahnstrecke Nyíregyháza–Záhony                    |
| Bahnhof (Strecke außer Betrieb) |                                                 | Sóstógyógyfürdő                                   | Sóstógyógyfürdő                                   |
| Haltepunkt / Haltestelle (Strecke außer Betrieb) |                                                 | Nyírszőlős                                        | Nyírszőlős                                        |
| Haltepunkt / Haltestelle (Strecke außer Betrieb) |                                                 | Fakapu                                            | Fakapu                                            |
| Bahnhof (Strecke außer Betrieb) |                                                 | Kótaj                                             | Kótaj                                             |
| Haltepunkt / Haltestelle (Strecke außer Betrieb) |                                                 | Újkótaj                                           | Újkótaj                                           |
| Haltepunkt / Haltestelle (Strecke außer Betrieb) |                                                 | Nagytanya                                         | Nagytanya                                         |
| Bahnhof (Strecke außer Betrieb) |                                                 | Buj                                               | Buj                                               |
| Haltepunkt / Haltestelle (Strecke außer Betrieb) |                                                 | Buj község                                        | Buj község                                        |
| Bahnhof (Strecke außer Betrieb) |                                                 | Herminatanya                                      | Herminatanya                                      |
| Strecke von links (außer Betrieb) · Abzweig geradeaus, nach rechts und von rechts (Strecke außer Betrieb) |                                                 |                                                   |                                                   |
| Strecke (außer Betrieb) · Haltepunkt / Haltestelle (Strecke außer Betrieb) |                                                 | Gilányi                                           | Gilányi                                           |
| Strecke (außer Betrieb) · Haltepunkt / Haltestelle (Strecke außer Betrieb) |                                                 | Paszab                                            | Paszab                                            |
| Strecke (außer Betrieb) · Bahnhof (Strecke außer Betrieb) |                                                 | Tiszabercel                                       | Tiszabercel                                       |
| Strecke (außer Betrieb) · Haltepunkt / Haltestelle (Strecke außer Betrieb) |                                                 | Tiszabercel-Vásártér                              | Tiszabercel-Vásártér                              |
| Strecke (außer Betrieb) · Haltepunkt / Haltestelle (Strecke außer Betrieb) |                                                 | Gávavencsellő felső                               | Gávavencsellő felső                               |
| Strecke (außer Betrieb) · Bahnhof (Strecke außer Betrieb) |                                                 | Gávavencsellő                                     | Gávavencsellő                                     |
| Strecke (außer Betrieb) · Haltepunkt / Haltestelle (Strecke außer Betrieb) |                                                 | Gávavencsellő alsó                                | Gávavencsellő alsó                                |
| Strecke (außer Betrieb) · Bahnhof (Strecke außer Betrieb) |                                                 | Balsa                                             | Balsa                                             |
| Strecke (außer Betrieb) · Bahnhof (Strecke außer Betrieb) |                                                 | Balsa-Tiszapart                                   | Balsa-Tiszapart                                   |
| Strecke (außer Betrieb) · Brücke über Wasserlauf (Strecke außer Betrieb) |                                                 | gesprengte Theiß-Brücke                           | gesprengte Theiß-Brücke                           |
| Strecke (außer Betrieb) · Strecke nach links (außer Betrieb) |                                                 | Hegyközer Schmalspurbahn                          | Hegyközer Schmalspurbahn                          |
| Haltepunkt / Haltestelle (Strecke außer Betrieb) |                                                 | Ibrányi temető                                    | Ibrányi temető                                    |
| Bahnhof (Strecke außer Betrieb) |                                                 | Ibrány                                            | Ibrány                                            |
| Bahnhof (Strecke außer Betrieb) |                                                 | Nagyhalászi Kendergyár                            | Nagyhalászi Kendergyár                            |
| Bahnhof (Strecke außer Betrieb) |                                                 | Nagyhalász                                        | Nagyhalász                                        |
| Haltepunkt / Haltestelle (Strecke außer Betrieb) |                                                 | Érhát                                             | Érhát                                             |
| Haltepunkt / Haltestelle (Strecke außer Betrieb) |                                                 | Kétérköz                                          | Kétérköz                                          |
| Bahnhof (Strecke außer Betrieb) |                                                 | Tiszatelek                                        | Tiszatelek                                        |
| Haltepunkt / Haltestelle (Strecke außer Betrieb) |                                                 | Újdombrád (ehemals Karkhalom)                     | Újdombrád (ehemals Karkhalom)                     |
| Kopfbahnhof Streckenende (Strecke außer Betrieb) |                                                 | Dombrád                                           | Dombrád                                           |

Die Schmalspurbahn Nyíregyháza–Dombrád/Balsa war eine ländliche Kleinbahn (ungarisch: Nyírvidéki Kisvasút) mit einer Spurweite von 760 Millimetern (Bosnische Spurweite) in Ungarn. Im Stadtbereich von Nyíregyháza wurde sie dabei von der Straßenbahn Nyíregyháza überlagert.

## Geschichte
Die erste der beiden betrieblich eng miteinander verbundenen Strecken war der 51 Kilometer lange Hauptabschnitt von Nyíregyháza nach Dombrád, der ursprünglich durch die private Gesellschaft Nyíregyházavidéki Kisvasutak (NyVKV) betrieben wurde. Er ging am 21. Dezember 1905 im Güterverkehr und am 4. März 1906 im Personenverkehr in Betrieb. Zum Einsatz kamen ausschließlich, damals sehr moderne, benzinelektrische Fahrzeuge. Darunter befanden sich zwei Lokomotiven des Herstellers Weitzer und zunächst vier ebenfalls von Weitzer gebaute dreiachsige Triebwagen, die bis 1916 um fünf weitere ergänzt wurden. Im Bereich Nyíregyháza verkehrten ab dem 11. März 1906 zusätzliche Verstärkerzüge zwischen dem Bahnhof und der Station Városmajor, die später Beloiannisz tér hieß, beziehungsweise ab dem 29. April 1906 weiter bis zum Heilbad Sóstógyógyfürdő.

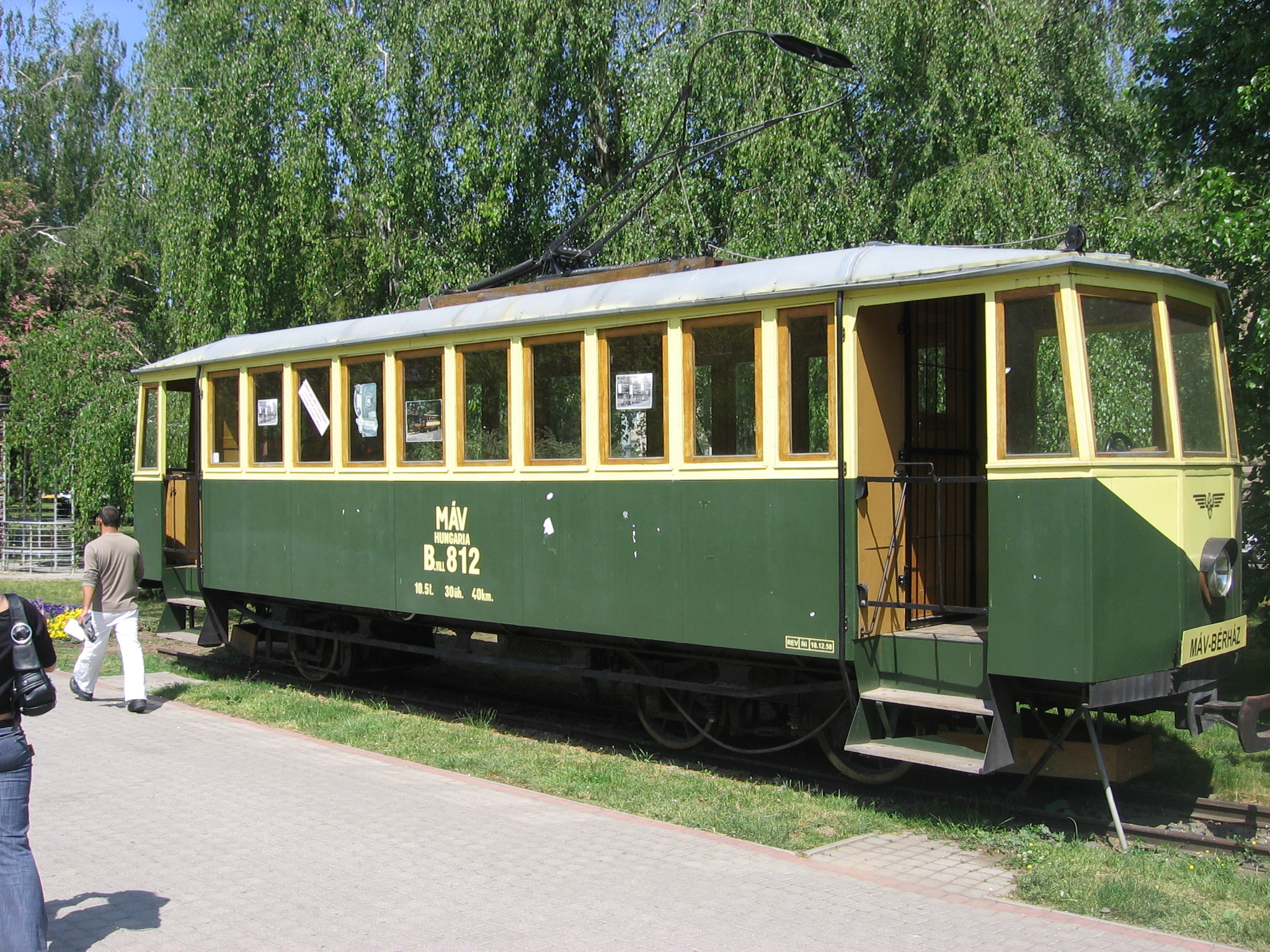
Einer der ehemaligen benzinelektrischen Triebwagen mit zusätzlichem Stromabnehmer, aufgestellt als Denkmal in Nyíregyháza (2007)

Zum 1. Oktober 1909 übernahm die Reszvenytarsasag Villamossagi es Közlekedesi Vallalat Szamara den Bahnbetrieb und elektrifizierte aufgrund der starken Nachfrage zum 7. August 1911 die Teilstrecke bis Sóstógyógyfürdő. Daraufhin verkehrten auf den ersten 8,5 Streckenkilometern – außer den oben genannten benzinelektrischen Fahrzeugen – drei rein-elektrische zweiachsige Straßenbahn-Triebwagen des Herstellers Ganz. Die damals noch recht jungen benzinelektrischen Fahrzeuge erhielten nachträglich Bügelstromabnehmer, so dass sie im elektrifizierten Abschnitt ihren Strom ebenfalls direkt aus der Oberleitung beziehen konnten.
Am 5. August 1911 ging außerdem eine 15 Kilometer lange Stichstrecke von Herminatanya nach Balsa in Betrieb. Am 22. Oktober 1930 wurde diese Strecke durch den Bau einer Brücke über die Theiß verlängert und mit der Hegyközer Schmalspurbahn verknüpft. Dadurch gab es eine Verbindung nach Sárospatak, so dass ein durchgehendes Schmalspurnetz von 187 Kilometern Länge entstand. Ab 1937 fuhren zwischen Nyíregyháza und dem etwa 40 Kilometer Luftlinie nördlich gelegenen Sárospatak Schnelltriebwagen. Die Brücke wurde Ende 1944 während des Zweiten Weltkriegs gesprengt und nicht wieder aufgebaut. Seitdem mussten die Reisenden den Fluss auf einer Floß-Fähre überqueren, um ihre Reise am gegenüberliegenden Ufer fortzusetzen.
Schon in den 1920er Jahren wurde der Verkehr in Nyíregyháza vorübergehend gebrochen, die aus Richtung Dombrád beziehungsweise Balsa kommenden Schmalspurzüge endeten fortan bereits in der Innenstadt. Dort mussten die Fahrgäste zum peripher gelegenen Bahnhof auf die, etwa alle zehn Minuten verkehrende, Straßenbahn umsteigen.
Ab Januar 1949 gelangte die Schmalspurbahn samt Straßenbahn in Folge der allgemeinen Verstaatlichung zur ungarischen Staatsbahn Magyar Államvasutak (MÁV), die für die verschiedenen Relationen der Straßenbahn außerdem die Liniennummern 1, 2 und 3 einführte. 1960 verdieselte die MÁV die Überlandstrecke und verkürzte den elektrischen Betrieb auf den knapp zwei Kilometer langen Abschnitt Bahnhof–Beloiannisz tér. Im Gegenzug fuhren die von Dombrád beziehungsweise Balsa kommenden Züge wieder durchgehend zum Bahnhof. Die benzinelektrischen Triebwagen wanderten 1960 ebenfalls vollständig in den Stadtbereich ab.
Am 31. Mai 1969 beendete die MÁV den elektrischen Verkehr in Nyíregyháza gänzlich und ersetzte die Straßenbahn durch die Stadtbuslinie 7. Übergangsweise verkehrten die Schmalspurzüge noch bis zum 1. August 1969 durch die Innenstadt, bevor die Staatsbahn eine neue Umgehungsstraße am westlichen Stadtrand in Betrieb nahm. Die erste Teilstrecke der Schmalspurbahn verlief fortan parallel zur Normalspurstrecke Nyíregyháza–Záhony und mündete erst vor der Brücke über diese wieder in die alte Trasse. Nach Einstellung der Hegyközer Schmalspurbahn Ende 1980 verblieb nur noch die hier behandelte Strecke als letzte Schmalspurbahn in der Region.
Die Personenzüge bestanden zuletzt aus Diesellokomotiven der Baureihe Mk48 und vierachsigen Personenwagen der Gattung Bax. Bei der Abfahrt in Nyíregyháza bestanden die Züge meist aus vier Personenwagen, die von zwei Lokomotiven gezogen wurden. In Herminatanya kam es zur Zugteilung, wobei die hintere Lokomotive mit den ersten beiden Wagen nach Balsa fuhr und die vordere Lokomotive wieder an die im Bahnhof verbliebenen zwei Wagen gekuppelt wurde, um diese nach Dombrád zu bringen. In den jeweiligen Endbahnhöfen wendeten die Lokomotiven über ein Gleisdreieck, so dass die Züge in Herminatanya wieder zusammengekuppelt werden konnten, um gemeinsam zurück nach Nyíregyháza zu fahren.
Nachdem der Güterverkehr bereits ab 1992 nur noch in Form von herbstlichen Rübenverkehr durchgeführt wurde, stellte die MÁV ihn 1995 gänzlich ein. Zum 13. Dezember 2009 wurde schließlich die gesamte Strecke stillgelegt, der Personenverkehr wird seitdem mit Autobussen abgewickelt.